# سد شینتویونه
سد شینتویونه (新豊根ダム) یک سد چند منظوره در روستای تویونه در استان آیچی ژاپن است.

## تاریخ
پتانسیل دره رودخانه تنریو برای توسعه برق آبی توسط دولت میجی در آغاز قرن بیستم محقق شد. رودخانه تنریو با حجم زیاد جریان و جریان خروشان شناخته می‌شد. بالادست آن کوهستانی و سرشاخه‌های آن دره‌های شیب دار با بارندگی فراوان و جمعیت کم بود. با این حال، بخش عمده ای از سرمایه‌گذاری در تولید برق آبی در منطقه بر روی رودخانه اوی متمرکز بود و تا دوره تایشو بود که توسعه رودخانه تنریو آغاز شد.
با تکمیل سد ساکوما، یکی از بلندترین سدهای ژاپن، بر روی جریان اصلی رودخانه تنریو، توسعه دهندگان چشم خود را به محل تلاقی اونیوگاوا، یکی از شاخه‌های اصلی رودخانه تنریو و اوچیسگاوا در استان آیچی دوختند. اونیوگاوا همچنین از نظر مستعد بودن برای جریان سیل مورد توجه بود.
کار طراحی اولیه در سال ۱۹۶۲ آغاز شد ولی پس از مخالفت ۱۰۰ خانواری که نیاز به جابجایی داشتند و به دلیل اختلافات فزاینده در مورد مسائل مرتبط با سدهای رودخانه‌های تنریو و اوی که باعث جریان شن و ماسه و لجن از کوه‌های بالادست شده بود، شروع ساخت و ساز در سال ۱۹۶۹ ادامه یافت. ساخت و ساز این سد توسط شرکت کوماگای گومی در اوت ۱۹۷۳ به پایان رسید.

## طرح
سد شینتویونه یک سد قوسی بتنی با ارتفاع ۱۱۶٫۵ متر (۳۸۲ فوت) و طول ۳۱۱ متر (۱٬۰۲۰ فوت) است. این سد مخزنی به نام دریاچه میدوری با مساحت ۱۵۶٫۰ هکتار (۳۸۵ جریب فرنگی) را مسدود می‌کند. حوضه آبریز این مخزن ۱۳۶٫۳ کیلومتر مربع (۵۲٫۶ مایل مربع) است. این مخزن توسط دو کانال ۱٬۸۸۴ متر (۶٬۱۸۱ فوت) به نیروگاه تلمبه ذخیره ای ب ظرفیت ۱٬۱۲۵ مگاوات (۱٬۵۰۹٬۰۰۰ اسب بخار)، ساخته شده در کنار سد ساکوما که مخزن پایینی طرح را ایجاد می‌کند، متصل می‌شوند.

## محیط اطراف
مخزن سد یک جاذبه محبوب است زیرا منطقه اطراف آن بخشی از پارک ملی تنریو-اوکومیکاوا است.